# Jason Momoa
Joseph Jason Namakaeha Momoa (* 1. srpen 1979, Honolulu, Havaj) je americký herec, model, režisér a producent. Známý je především svoji rolí khala Droga v seriálu Hra o trůny, Ronona Dexe v seriálu Hvězdná brána: Atlantida nebo jako Jason Ioane z Pobřežní hlídky. Byl též obsazen jako Aquaman do filmu Liga spravedlnosti. Jeho režisérský debut přišel v roce 2014, kdy natočil snímek Cesta do Palomy, v němž ale krom postu režiséra zastával i pozici scenáristy a hlavního hrdiny.

## Osobní život

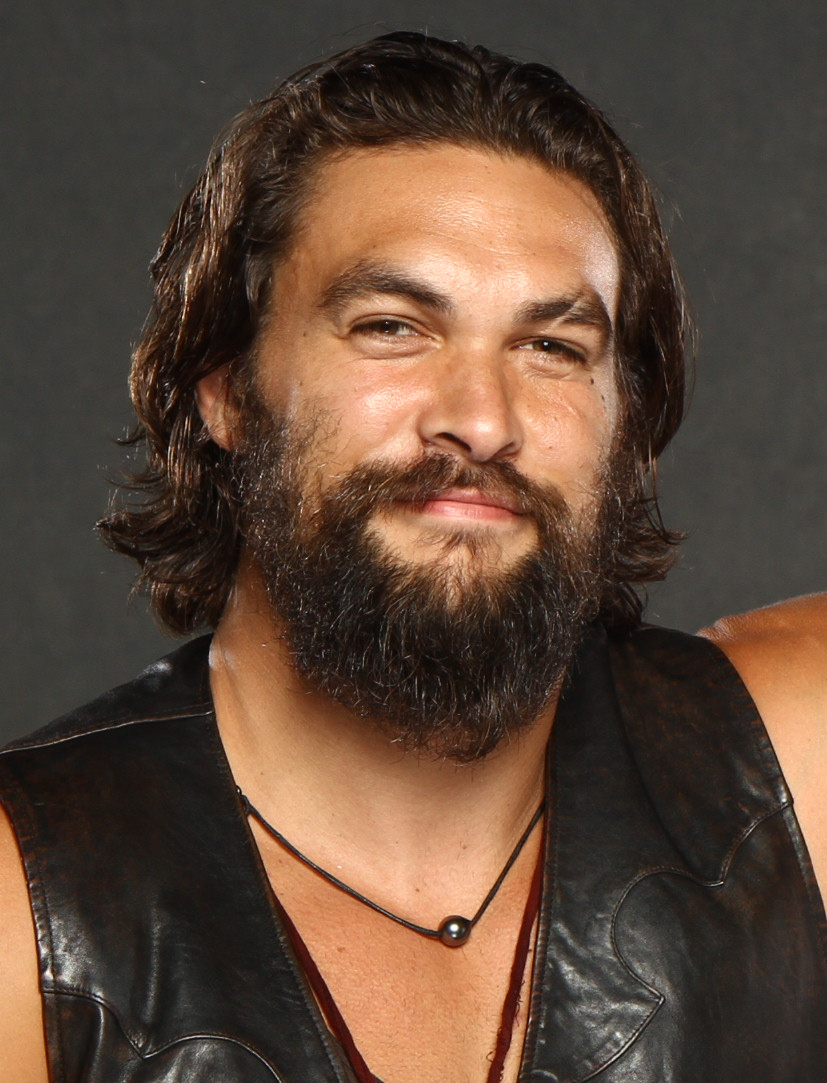
Jason Momoa v červenci 2014

Jason Momoa se narodil roku 1979 v Honolulu jako jediné dítě fotografky Coni a jejího manžela, malíře Josepha Momoi. Vychovávala ho ale pouze matka a to ve městě Norwalk v Iowě. Otec Joseph je Havajec, zatímco matka Coni je německo-irsko-indiánského původu. Po dokončení střední školy pokračoval Jason Momoa ve studiích na vysoké škole v oboru mořské biologie. Později ale přestoupil na Coloradskou státní univerzitu, kde se věnoval biologii divokých zvířat, ani jednu školu nedokončil – před absolvováním se odstěhoval na Havajské ostrovy.
V roce 2005 se seznámil s americkou herečkou Lisou Bonetovou, načež spolu pár začal chodit. 23. července 2007 se jim narodila dcera pojmenovaná Lola Iolani Momoa a 15. prosince 2008 pak syn Nakoa-Wolf Manakauapo Namakaeha Momoa. Lisa je exmanželka Lennyho Kravitze, se kterým má dceru Zoë, známou herečku z filmů Divergence nebo například minisérii Sedmilhářky. Ačkoliv se mylně uvádělo, že se Bonetová za Momou vdala již roku 2007, svatba proběhla až v říjnu 2017. Obřad byl tajný a odehrál se v Topanze v Kalifornii, účastnili se ho kromě Zoë Kravitzové i Michael Fassbender nebo Alicia Vikander.
15. listopadu 2008 si zranil tvář od skla, což si vyžádalo asi 140 stehů. Jizva je patrná především nad levým okem.
Kvůli natáčení Hvězdné brány: Atlantida se začal věnovat bojovým uměním, která pak využil i ve filmu Barbar Conan. Od roku 2017 cvičí brazilské jiu-jitsu.

## Kariéra
Jasona Momoa začínal jako model v roce 1998, kdy ho k tomu povzbudil módní návrhář Takeo Kobayashi. Již o rok později získal ocenění „Hawaii's Model of the Year“ a uváděl Miss Teen Hawaii. Právě roku 1999 získal i svoji první roli: postavu Jasona Ioana v Pobřežní hlídce. Tu ztvárnil až do roku 2001. Další z jeho významnějších rolí přišla v podobě televizního seriálu Hvězdná brána: Atlantida, kde hrál postavu Ronona Dexe. Typické pro jeho postavu byly těžké dredy, které si ale Momoa nechal během natáčení páté série ostříhat, načež musel nosit paruky.
Roku 2004 byl obsazen do filmu Rodinka na tripu, v roce 2011 hrál hlavní postavu ve fantasy akčním filmu Barbar Conan. Také tehdy získal roli khala Droga v seriálu od HBO Hra o trůny, vytvořeném podle knižní série spisovatele George R. R. Martina. Ačkoliv jeho postava vystupovala v seriálu pouze první sérii, byl mezi diváky populární. O rok později si zahrál po boku Sylvestra Stallona ve snímku Jedna mezi oči. V červnu roku 2014 bylo oznámeno, že ve filmu Batman v Superman: Úsvit spravedlnosti obsadí roli Aquamana. Roku 2018 měl premiéru samostatný film Aquaman.

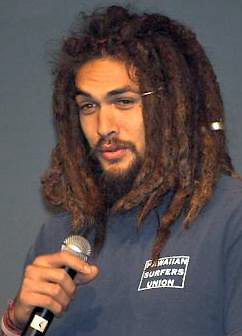
Jason Momoa v roce 2006

## Filmografie

### Film
| Rok  | Název                                  | Role                          | Poznámky                 |
| ---- | -------------------------------------- | ----------------------------- | ------------------------ |
| 2004 | Rodinka na tripu                       | Navarro                       |                          |
| 2007 | Pipeline                               |                               |                          |
| 2011 | Barbar Conan                           | Conan                         |                          |
| 2012 | Jedna mezi oči                         | Keegan                        |                          |
| 2013 | Cesta do Palomy                        | Robert Wolf                   | též režisér a scenárista |
| 2013 | Doupě vlků                             | Connor                        |                          |
| 2016 | Batman v Superman: Úsvit spravedlnosti | Arthur Curry / Aquaman        |                          |
| 2017 | Tenkrát v Kalifornii                   | Spyder                        |                          |
| 2017 | Liga spravedlnosti                     | Arthur Curry / Aquaman        |                          |
| 2018 | Aquaman                                | Arthur Curry / Aquaman        |                          |
| 2018 | Sněžná past                            | Joe Braven                    |                          |
| 2019 | LEGO příběh 2                          | Arthur Curry / Aquaman (hlas) |                          |
| 2020 | Dune                                   | Duncan Idaho                  |                          |
| 2022 | Snivokraj                              | Flip                          |                          |
| 2023 | Aquaman 2                              | Arthur Curry / Aquaman        |                          |
| 2023 | Rychle a zběsile 10                    | Dante Reyes                   |                          |
| —    | The Last Manhunt                       | Velký Jim                     | také výkonný producent   |
| —    | Sweet Girl                             | Cooper                        |                          |

### Televize
| Rok       | Název                         | Role                   | Poznámky                                    |
| --------- | ----------------------------- | ---------------------- | ------------------------------------------- |
| 1999–2001 | Pobřežní hlídka               | Jason Ioane            | 38 dílů                                     |
| 2003      | Pobřežní hlídka: Havajská noc | Jason Ioane            | TV film                                     |
| 2003      | Božská Lily                   | Kala                   | TV film                                     |
| 2004–2005 | North Shore                   | Frankie Seau           | 21 dílů                                     |
| 2005–2009 | Hvězdná brána: Atlantida      | Ronon Dex              | 43 dílů                                     |
| 2009      | The Game                      | Roman                  | 4 díly                                      |
| 2011–2012 | Hra o trůny                   | Khal Drogo             | 10 dílů                                     |
| 2014–2015 | The Red Road                  | Phillip Kopus          | 12 dílů                                     |
| 2014–2015 | Drunk History                 | Různé postavy          | 2 díly                                      |
| 2016–2018 | Frontier: V kůži nepřítele    | Declan Harp            | hlavní role, 18 dílů také výkonný producent |
| 2018      | Saturday Night Live           | Sám sebe               | díl: „Jason Momoa/Mumford & Sons“           |
| 2019      | Simpsonovi                    | Sám sebe (hlas)        | díl: „The Fat Blue Line“                    |
| 2019–2022 | See                           | Baba Voss              | hlavní role, 24 dílů                        |
| 2022      | Peacemaker                    | Arthur Curry / Aquaman | díl: „It's Cow or Never“, cameo             |